# Dynamite Entertainment
Dynamite, fazendo negócios como Dynamite Entertainment, é uma editora de histórias em quadrinhos dos Estados Unidos fundada em 2004. A empresa é conhecida por ser o lar de várias franquias e personagens como The Boys, The Shadow, Vampirella, Warlord of Mars, A Game of Thrones, SEAL Team Six e outros.

## Títulos
Revistas em quadrinhos publicadas pela Dynamite: